# Christian Hoffmann von Hoffmannswaldau

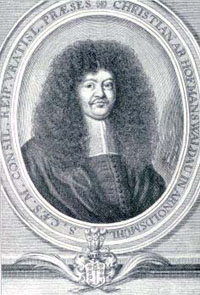
Christian Hoffmann von Hoffmannswaldau

Christian Hoffmann von Hoffmannswaldau (auch Hofmann von Hofmannswaldau, getauft 25. Dezember 1616 in Breslau, Fürstentum Breslau; † 18. April 1679 ebenda) war ein schlesischer Lyriker und Epigrammatiker, Bürgermeister der Stadt Breslau, Landeshauptmann des Fürstentums Breslau und Direktor des Burglehns Namslau. Er galt in der älteren Forschung als führender Vertreter der Zweiten Schlesischen (Dichter-)Schule und als Begründer des „galanten Stils“ in der deutschsprachigen Poesie.

## Leben

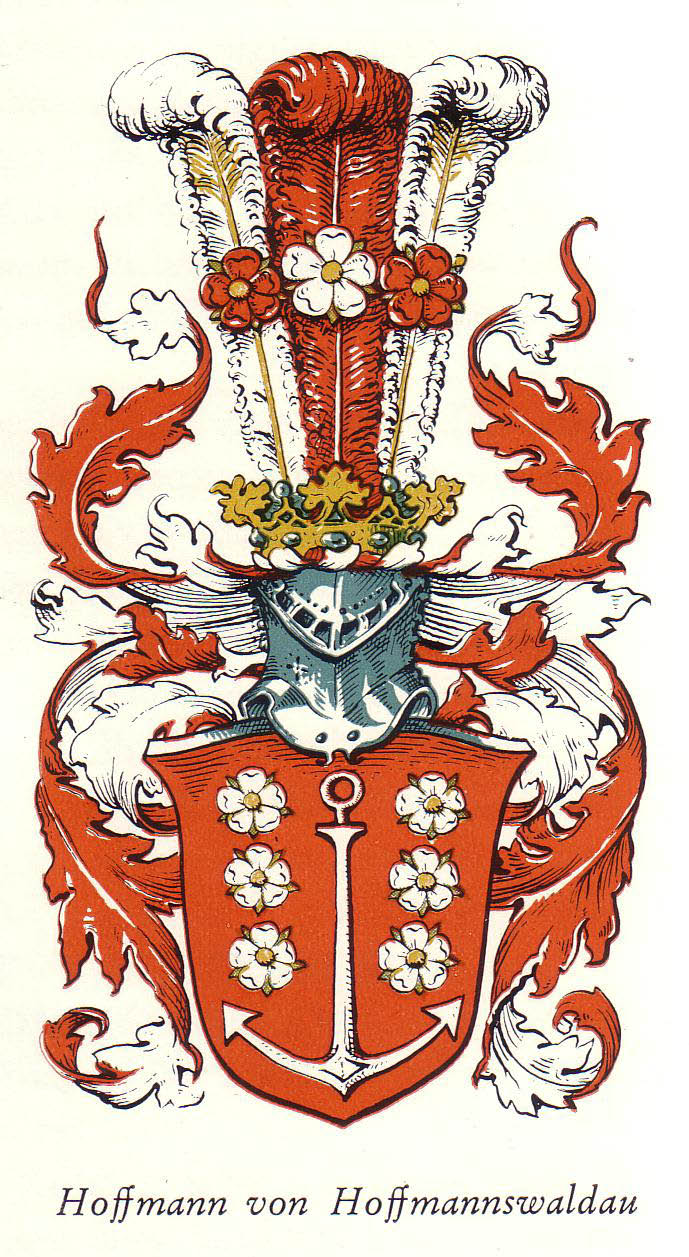
Wappen der Familie Hoffmann von Hoffmannswaldau

Hoffmann gehörte einer „jungen“ Breslauer Patrizierfamilie an, die erst im 16. Jahrhundert, ursprünglich aus Neisse stammend, über Glatz nach Breslau gekommen war.

### Herkunft
Christian Hoffmann von Hoffmannswaldau war der Sohn des Johannes Hoffmann (gräzisiert Auleander) (1575–1652), der aus Wünschelburg nach Breslau gezogen war, und dessen erster Ehefrau Anna Nagel (1591–1621) aus Breslau. Der Vater war als Beamter am Kriegszahlamt in Wien am 11. September 1612 in Prag in den erbländisch-österreichischen Adelsstand erhoben worden und erhielt am 13. Juli 1629 in Wien als Kaiserlicher Rat und Kammersekretär zu Breslau die Reichsadelsbestätigung mit dem Prädikat „von Hoffmannswaldau“. Nach dem Tod der ersten Ehefrau heiratete Vater Johannes in zweiter Ehe am 25. Oktober 1622 Magdalene Hogel († 1627) und nach deren Tod in dritter Ehe Maria von Artzat (1588–1662) aus Breslau. Schon Vater Hoffmann verfasste lateinische Verse.

### Werdegang
Nach dem Besuch des Breslauer Elisabeth-Gymnasiums wechselte Hoffmann 1636 auf das Akademische Gymnasium Danzig. Dort traf er sich häufig mit Martin Opitz, der Hoffmanns dichterische Arbeit nachhaltig beeinflussen sollte. Am 9. Oktober 1638 wurde er an der Universität Leiden (Niederlande) immatrikuliert und studierte Rechtswissenschaften. Auf einer längeren, damals üblichen Bildungsreise als Begleiter eines Fürstensohns Frémonville lernte er in Amsterdam Andreas Gryphius kennen. Dann ging er nach England, wo er die Sprache erlernte, und anschließend nach Frankreich, wo er mit bedeutenden Gelehrten wie Hugo Grotius (1583–1645), François Auguste de Thou (1606–1642), Denis Pétau (auch Dionysius Petavius, 1583–1652) und anderen verkehrte. In Italien hielt er sich längere Zeit in Genua, Pisa und Siena auf, reiste weiter nach Rom und kehrte über Florenz, Bologna, Venedig und Wien im Jahr 1642 wieder nach Breslau zurück.

### Aufstieg in Breslau

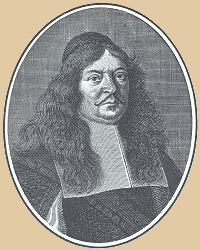
Christian Hoffmann von Hoffmannswaldau

Predigt von Christian Gryphius zur Beerdigung Hoffmanns am 30. April 1679

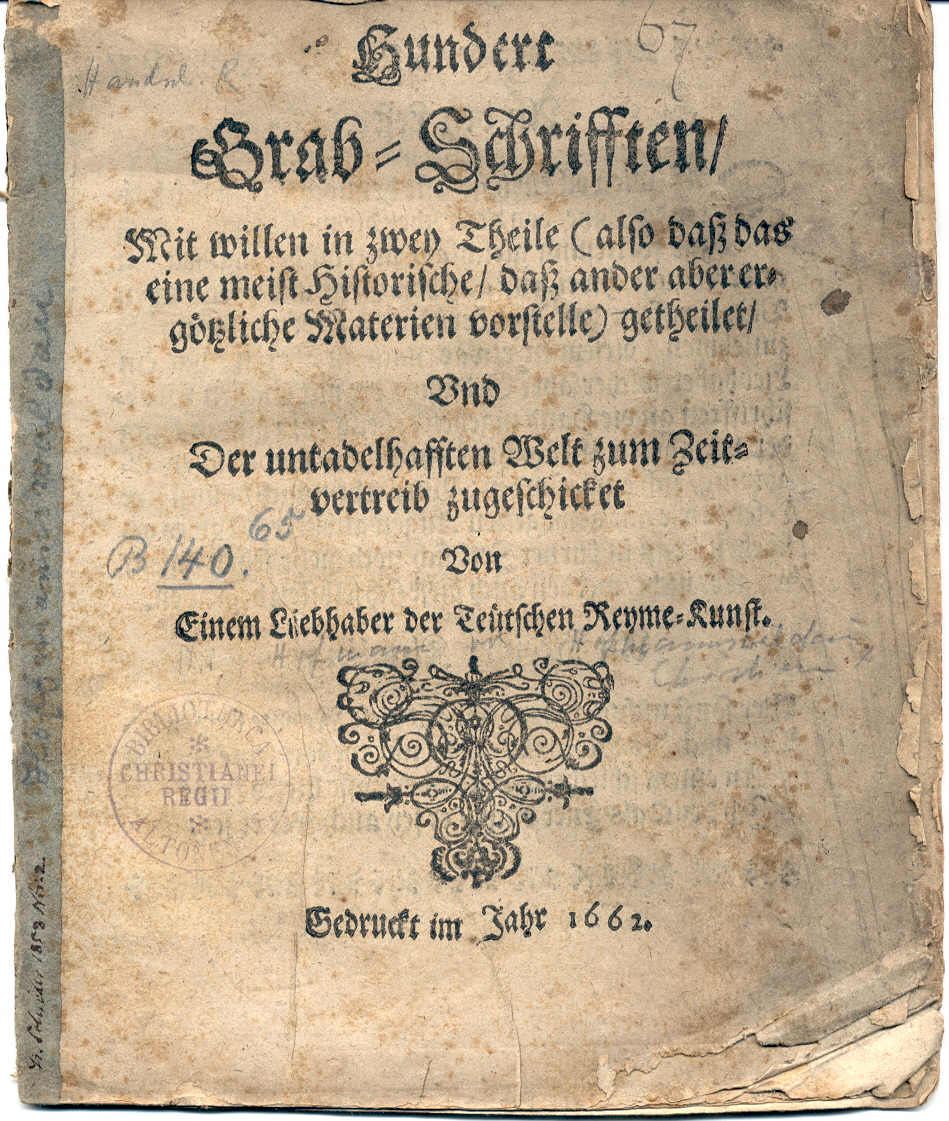
Hundert Grab-Schrifften, Sammlung von Epigrammen bzw. fiktiven satirischen Epitaphen; erschienen 1662

Titelblatt und Frontispiz der Neukirch’schen Sammlung von 1697

Hoffmann heiratete auf väterlichen Druck am 16. Februar 1643 Marie (getauft 3. Juli 1626 in Breslau; † 19. Oktober 1692 wohl ebenda), die Tochter des Simon Webersky, der am 1. September 1660 mit dem Prädikat von Webersickh in den Adelsstand erhoben wurde. Aus der Ehe entstammten die Söhne Johann (Hans) Christian (1644–1724) und Georg Moritz. In Breslau betätigte sich Hoffmann als erfolgreicher Kaufmann, kam zu großem Vermögen und wurde Gutsbesitzer von Arnoldsmühle, Belkau und Schlaupe im Fürstentum Breslau sowie Kutscheborwitz im Fürstentum Wohlau.
Im Jahr 1647, kurz vor Ende des Dreißigjährigen Krieges, wurde Hoffmann besonders wegen seiner weltmännischen Bildung und breiten Kenntnis der europäischen Literatur, obwohl er nicht den sonst im Rat vertretenen alten Kaufmanns- und Patrizierfamilien angehörte, zum Ratsschöffen gewählt. Er gehörte dem Breslauer Rat ohne Unterbrechung 32 Jahre lang bis zu seinem Tod im Jahr 1679 an – im Wechsel als Schöffe oder Konsul. 1670 und 1674 wurde er Schöffenpräses, 1671–1673, 1675 und 1676 zum zweiten Konsul und damit stellvertretender Ratspräses und Landeshauptmann. Von 1677 bis zu seinem Tode war er Ratspräses und damit Bürgermeister der Stadt Breslau sowie Landeshauptmann des Fürstentums Breslau. Während seiner Amtszeit reiste er wegen konfessioneller Konflikte 1657 an den Kaiserhof nach Wien, wo er sehr erfolgreich war, was ihm die Ernennung zum Kaiserlichen Rat durch Kaiser Leopold I. eintrug. Auch in den Jahren 1660, 1669 und 1670 hielt er sich zu Verhandlungen in Wien auf.

### Kulturelles Leben
Hoffmann genoss einen ausgezeichneten Ruf in Breslau und trug durch Veranstaltungen in seinem Haus zum kulturellen Leben seiner Heimatstadt bei. Bedingt durch spätere berufliche und diplomatische Verpflichtungen als Breslauer Ratsmitglied verfasste er ab 1647 nur noch wenige Werke. Die meisten seiner literarischen Arbeiten waren in den 1640er Jahren entstanden.

## Werk
Hoffmann schrieb Epigramme (Grab-Schriften) und verfasste eine große Zahl religiöser und weltlicher Lieder und Sonette, hinterließ aber auch einige umfangreiche Werke, darunter vor allem: Der getreue Schäffer (1652), eine Übersetzung von Giovanni Battista Guarinis Il pastor fido, und die Helden-Briefe von 1664, fiktive Briefwechsel zu ungewöhnlichen Liebesaffären, die von Ovids Heroiden inspiriert war.
Besinnliche Themen und Heldengestalten spielen in seiner Dichtung eine große Rolle, doch auch ein „reisender Cupido“ oder die Venus zwischen Triumphwagen und hübschem Mädchengesicht. Er bevorzugte die Jamben (z. B.: „So soll der purpur deiner lippen / Itzt meiner freyheit bahre seyn?“); sein Stil ist durch die Häufung sprachlicher Bilder gekennzeichnet.
Hoffmann war schon zu Lebzeiten ein berühmter Dichter, veröffentlichte seine Werke aber selbst nicht. Seine Verse wurden unberechtigt gedruckt, so zum Beispiel die Grab-Schrifften 1662; sie gingen von Hand zu Hand, wurden zudem immer wieder abgeschrieben und erreichten sogar die Herrscherhöfe. Da seine Verse auch entstellt erschienen, sah Hoffmann sich 1679 veranlasst, selbst eine Auswahl seiner Werke unter dem Titel Deutsche Übersetzungen und Getichte für den Druck vorzubereiten, deren Erscheinen er aber nicht mehr erlebte.

## Rezeption
Was nach seinem Tod in der autorisierten Ausgabe der Deutschen Übersetzungen und Gedichte an die Öffentlichkeit kam, umfasste nur etwa die Hälfte seines Gesamtwerks und erschien in bereits bearbeiteter Form. Dennoch begründete diese Ausgabe einen neuen Stil in der deutschen Literatur, die sogenannte „galante Epoche“. In einer postumen Lob-Rede des Breslauer Freundes Daniel Caspar von Lohensteins auf Christian Hoffmann von Hoffmannswaldau wird dessen Dichtung als von Italien inspiriert gekennzeichnet und behauptet, dass Opitz ebendieses „Welsche“ von Hoffmann übernommen habe.
Der Ruhm des Dichters erreichte einen Höhepunkt, als Benjamin Neukirch im Jahre 1695 die erste große deutsche Anthologie unter dem Titel Herrn von Hoffmannswaldau und anderer Deutschen … Gedichte veröffentlichte. Die Popularität seiner Dichtung führte auch dazu, dass ihm von Unbekannten verfasste laszive und obszöne Verse zugeschrieben wurden. So wurde aus dem viel gerühmten Hoffmann ein geschmähter Dichter. Unbestritten blieb aber die Bedeutung seiner Formkunst.

## Werke
(Auswahl)
- Hundert Grab-Schrifften, o. O. 1662 grabschriften 1662 Digitalisat und Volltext im Deutschen Textarchiv.
- Spiel-ersinnliche Sterbens-Gedancken, 1663.
- Kuriose Helden-Briefe und andre herrliche Gedicht, 1673.
- Der Getreue Schäffer (Übersetzung von Guarinis „Pastor Fido“), 1678.
- Deutsche Ubersetzungen und Getichte. E. Fellgiebels Witwe, Breslau 1700.
- Deutsche Übersetzungen und Gedichte (u. a. sterbender Socrates, Helden-Briefe, Poetische Geschicht, Hochzeit-, Vermischte Gedichte, Begräbnüß Gedichte, Geistliche Oden, Poetische Grabschriften), 1679–1727
- Benjamin Neukirch (Hrsg.): Herrn von Hoffmannswaldau und anderer Deutschen auserlesener und bißher ungedruckter Gedichte. Th. Fritsch, Leipzig 1695 ff.; – (neu hrsg. v. A. George de Carpua und E. A. Phillipson, Tübingen 1961).
  - Band 1 von 1695: nebenst einer Vorrede von der deutschen Poesie. Fritsch, Leipzig 1695 Digitalisat und Volltext im Deutschen Textarchiv.
  - Band 1 von 1697: Digitalisierte Ausgabe der Universitäts- und Landesbibliothek Düsseldorf.
  - Band 2 von 1697: Digitalisat und Volltext im Deutschen Textarchiv, Digitalisierte Ausgabe der Universitäts- und Landesbibliothek Düsseldorf.
  - Band 3 von 1703: Digitalisat und Volltext im Deutschen Textarchiv.
  - Band 3 von 1710: Digitalisierte Ausgabe der Universitäts- und Landesbibliothek Düsseldorf.
  - Band 4 von 1708: Digitalisierte Ausgabe der Universitäts- und Landesbibliothek Düsseldorf.
  - Band 5 von 1710: Digitalisierte Ausgabe der Universitäts- und Landesbibliothek Düsseldorf.
  - Band 6 von 1709: Digitalisierte Ausgabe der Universitäts- und Landesbibliothek Düsseldorf.
- Redeübungen. Nebst beigefügten Lobschriften vornehmer Standespersonen, 1702
- Franz Heiduk (Hrsg.): Gesammelte Werke. Georg Olms Verlag, DNB 551036362 (dreiteiliges Werk).
  - Deutsche Übersetzungen und Gedichte. Band 1, Teil 1. Georg Olms Verlag, Hildesheim 1984, ISBN 3-487-07445-1.
  - Deutsche Übersetzungen und Gedichte. Band 1, Teil 2. Georg Olms Verlag, Hildesheim 1984, ISBN 3-487-07446-X.
  - Curriculum studiorum und andere gedruckte Werke. Band 2. Georg Olms Verlag, Hildesheim 1993, ISBN 3-487-09376-6.